# Quartetto Italiano
Le Quartetto Italiano est un quatuor à cordes italien fondé en 1945 à Carpi, dans la province de Modène, en Émilie-Romagne, et dissous en 1980. 

## Historique
Lors de la fondation du Quartetto Italiano en 1945, ses membres n'avaient guère plus de vingt ans. Il s'appela d'abord Nuovo Quartetto Italiano pour se différencier du Quartetto Italiano créé par Remy Prìncipe au début du XXe siècle. 
Puis la formation abandonne le « Nuovo » en 1951. Le Quatuor est spécialement connu pour son intégrale des quatuors de Beethoven enregistrée de 1967 à 1975. D'une signature raffinée, il est universellement respecté pour sa sobriété, son humilité et la pureté de son classicisme. Le quatuor est dissous en 1980. Il a enregistré les intégrales des quatuors de Beethoven, Mozart, Schumann, Brahms et Webern.

## Membres
- Paolo Borciani (it), violon (de 1945 à 1980) (sur un violon de J.-B. Vuillaume)
- Elisa Pegreffi (it), violon (de 1945 à 1980) (sur un violon d'Ambroise De Comble de 1756)
- Lionello Forzanti, alto (de 1945 à 1947)
  - Piero Farulli (it), alto (de 1947 à 1977) (sur un alto Igino Sderci[2] du XXe siècle)
  - Dino Asciolla (it), alto (de 1977 à 1980)
- Franco Rossi (it), violoncelle (de 1945 à 1980) (sur un violoncelle de Marino Capicchioni (it))

## Discographie
- Beethoven, Quart. archi (compl.) - Quartetto Italiano, 1975 Philips
- Beethoven, Quart. archi op. 127, 130, 133 - Quartetto Italiano, Philips
- Beethoven, Quart. archi op. 131, 132 - Quartetto Italiano, Philips
- Brahms: Piano Quintet Op. 34 - Maurizio Pollini/Quartetto Italiano, 1980 Deutsche Grammophon
- Debussy: String Quartet in G Minor & Ravel: String Quartet in F - Quartetto Italiano, Philips
- Haydn: Three String Quartets - Quartetto Italiano, 1965 Philips
- Mozart, Quart. archi (compl.) - Quartetto Italiano, 1973 Philips
- Schubert, Quart. archi n. 12-15 - Quartetto Italiano, 1965/1977 Philips
- Quartetto Italiano, tous les enregistrements Decca, Philips et Deutsche Grammophon - Limited Edition - Decca